# Interlingua
Interlingua (Interlingua de IALA) – sztuczny międzynarodowy język pomocniczy, opublikowany 15 stycznia 1951 roku przez International Auxiliary Language Association (IALA). Jest to jeden z języków naturalistycznych. Interlingua łączy słownictwo typowe dla języków romańskich z prostą, regularną gramatyką, co umożliwia zrozumienie jej przez miliony osób, korzystających zwłaszcza z takich języków jak hiszpański, włoski i rumuński, ale także pozostałych romańskich i w mniejszym stopniu z angielskiego. Według szacunkowych danych IALA, na naukę interlingwy wystarczy 15 dni – pozwala to na wykorzystywanie jej, metodą porównań, jako pomocy do nauki innych języków.

## Podłoże
Ekspansjonistyczne ruchy naukowe, społeczne, technologiczne, handlowe i dyplomatyczne oraz sztuka, powiązane z historyczną dominacją łaciny, sprawiły, że w Europie, zwłaszcza jej zachodniej części, wykształciło się sporo wspólnych słów. Do tworzenia słownika interlingwy stosowano metodę porównań między pięcioma językami – hiszpańskim i portugalskim traktowanymi jako jeden język, angielskim, francuskim oraz włoskim, a także, jako dodatkowe źródło – rosyjskim i niemieckim. Słowo powtarzające się w największej liczbie języków było włączane do słownika.
Interlingua łączy już istniejące słownictwo z nieskomplikowaną gramatyką, opartą na gramatykach języków romańskich. Sprawia to, że język ten określa się mianem języka naturalistycznego.

## Alfabet
Interlingua posługuje się alfabetem łacińskim, bez żadnych znaków diakrytycznych (w nawiasach nazwa i w zielonym kolorze wymowa pojedynczych liter):
| a (a – a) b (be – b) c (ce – c lub k) d (de – d) e (e – e) f (ef – f) g (ge – g) h (hasha – h) i (i – i) | j (jota – ż) k (ka – k) l (el – l) m (em – m) n (en – n) o (o – o) p (pe – p) q (ku – k) r (er – r) | s (es – s) t (te – t) u (u – u) v (ve – w) w (duple ve – ł) x (iks – ks) y (i grec, ypsilon – i) z (zeta, zed – z) |

## Wymowa
Wymowa w języku interlingua jest bardzo podobna do włoskiej czy hiszpańskiej.
Najważniejsze zasady:
- ca, co, cu jak ka, ko, ku
catto (kato), carriera (kariera), musica (muzika), escorta (eskorta), cocina (kocina), cubo (kubo), cultivar (kultiwar)
- ce, ci, cy jak ce, ci, ci
glycerina (glicerina), macedone (macedone), cocina (kocina), cyclon (ciklon), cylindro (cilindro)
- ch zwykle jak k; ewentualnie jak cz lub sz
machina (makina), charta (karta), characteristic (karakteristik); charme (szarm), checo (czeko)
- g gardłowe jak g, nawet przed e, i, y (portugese); ewentualnie jak ż przed e, i, y, zwłaszcza w przyrostku -age i wyrazach pochodnych od niego
gaudio (gaudio), mangiar (manżar), viage (wiaże), viagiar (wiażar)
- h z wydechem; opcjonalnie jako nieme
haber (haber), habile (habile)
- ph jak f
photo (foto), physica (fizika)
- qu jak ku; jak k w wyrazach que, qui
quando (kłando), que (ke), qui (ki)
- rh jak r
rheuma (reuma), rhombo (rombo)
- s między samogłoskami jak z
supponer (suponer), casa (kaza), osar (ozar)
- th jak t
theatro (teatro), theologia (teologia)
- ti jak ti, ewentualnie jak cj (national, scientia, spatio)
- w jak ł lub w, zgodnie z oryginalnym brzmieniem wyrazu w języku pochodzenia (water-closet)
- y jak i

## Akcent
Akcent pada w ogromnej większości przypadków na samogłoskę przed ostatnią spółgłoską: facer, parlar, elegante, discurso, computator, Polonia, persona, ideal, libro, elephante.
Druga reguła akcentowania respektuje klasyczne korzenie językowe – istnieje kilka końcówek wyrazów, które powodują, że akcent przesuwa się na samogłoskę poprzedzającą przedostatnią spółgłoskę.
- -le, -ne, -re: facile = łatwy, nomine = imię, tempore = czas
- -ic, -ico, -ica: technic, technico = technik, technica = technika
- -ide, -ido: timide = nieśmiały, acido = kwas
- -ula, -ulo: regula = reguła, angulo = kąt
- -ime: ultime = ostatni

## Gramatyka

### Czasownik
Wszystkie czasowniki kończą się w bezokoliczniku na -r. Po odcięciu końcowego -r powstaje czas teraźniejszy: 
- Io scribe = Piszę,
- Io crede, que... = Uważam, że...,
- Io me lava = Myję się,
- Ille parla anglese = On mówi po angielsku.

Czasowniki nie odmieniają się poprzez liczby i osoby. 
Czasowniki esser (być), haber (mieć) i vader (iść) mają powszechnie stosowane formy skrócone w czasie teraźniejszym:  
- es = esse,
- ha = habe,
- va = vade.

Czas przeszły tworzy się poprzez zastąpienie końcówki -r, końcówką -va: 
- Heri nos vadeva al cinema = Wczoraj poszliśmy do kina.
- Nos visitava nostre amico = Odwiedziliśmy naszego przyjaciela.

Za pomocą imiesłowu czasu przeszłego i czasownika haber można utworzyć czasy przeszłe złożone: 
- Io ha legite un libro = Przeczytałem książkę,
- Quando io retornava a casa, ille jam habeva lavate le plattos = Gdy wróciłem do domu, on już pozmywał (był) naczynia.

Zastępując końcówkę -r końcówką -ra (z akcentem na a) otrzymuje się czas przyszły: 
- Deman io lo facera = Jutro to zrobię.

### Rodzajnik
Rodzajnikiem nieokreślonym jest un. Rodzajnikiem określonym jest le. Nie odmieniają się przez osoby i rodzaje (a zatem są to przedimki):
- Un libro = Jakaś książka.
- Le libro = Ta (konkretna) książka.
- Un amica = Jakaś przyjaciółka.
- Le amica = Ta (konkretna) przyjaciółka.

### Rzeczownik i przymiotnik
Liczbę mnogą rzeczowników tworzy się poprzez dodanie -s, gdy rzeczownik kończy się samogłoską:
- Un puero = chłopiec, pueros = chłopcy.

lub poprzez dodanie -es, gdy kończy się na spółgłoskę: 
- Un animal = zwierzę. Animales = zwierzęta.

Przymiotnik nie odmienia się przez rodzaje ani liczby: 
- Un belle femina = piękna kobieta. Belle feminas = piękne kobiety.

Zwykle jest stawiany po rzeczowniku: 
- Un homine inteligentne = inteligentny człowiek.

Ale krótkie przymiotniki mogą być stawiane przed: 
- Bon die! = Dzień dobry!

## Interlingua współcześnie
Społeczność interlingwy jest mała, ale aktywna. Istnieje Union Mundial pro Interlingua zajmująca się promocją języka. Co dwa lata jest organizowany kongres. Jest nagrywany podcast nazwany Radio Interlingua. Istnieją grupa facebookowa, grupa na Redditice oraz kanał na telegramie. Są tłumaczone książki na interlingwę. Powstają poezja, piosenki, oraz memy w tym języku.  

## Przykładowe teksty
Ojcze nasz
Nostre Patre, qui es in le celos,
que tu nomine sia sanctificate;
que tu regno veni;
que tu voluntate sia facite
super le terra como etiam in le celo.
Da nos hodie nostre pan quotidian,
e pardona a nos nostre debitas
como nos pardona a nostre debitores,
e non duce nos in tentation,
sed libera nos del mal.
Hasło reklamowe Union Mundial pro Interlingua
Lingua natural e musical
de parolas international
e un grammatica minimal.
Comprensibile facilemente
per personas intelligente.
Le medio de communication
adequate pro le solution
del confusion de Babylon.
Powszechna deklaracja praw człowieka – artykuł pierwszy
Articulo 1. Tote le esseres human nasce libere e equal in dignitate e in derectos. Illes es dotate de ration e de conscientia e debe ager le unes verso le alteres in un spirito de fraternitate.